# إلياس زرهوني
إلياس زرهوني: ولد في 12 أبريل 1951 بندرومة في الجزائر. مدير معاهد الصحة الوطنية الأمريكية (2002/2008).ويشغل حاليًا (13 يونيو 2020) منصب مستشار خاص للوكالة الوطنية للأمن الصحي المستحدثة مؤخرًا (والتي يرأسها البروفسور كمال صنهاجي)، وهو شخصية علمية مرموقة تخصص في التصوير الطبي لتشخيص الأمراض.

## هجرته إلى الولايات الأمريكية المتحدة
درس د/الياس زرهوني الطب في جامعة الجزائر وتحصل على شهادة الدكتوراه سنة 1975. ليغادر بعدها الجزائر رفقة زوجته (نادية عزة/طبيبة أطفال) وهو في
سن الرابعة والعشرين وحينها، تردد بين متابعة الأبحاث في فرنسا أو أميركا. ولأنه سليل أُسرة عانت من الاستعمار الفرنسي، كما يقول، فقد بدا التوجّه إلى فرنسا مؤلماً في تلك الآونة. ولذا، توجه إلى الولايات المتحدة. وهناك تدرج في مناصب عدّة اعتماداً على قدراته العلمية، وخصوصاً في مجال البحوث، حتى اختير مديراً عاماً للمعاهد الطبية الأميركية. ترأس زرهوني (63 سنة)، معاهد الصحة الوطنية الأمريكية التي تعتبر أعلى مرجع طبي في الولايات المتحدة، وتمثّل وكالة للبحوث الطبية التي ترعى 27 معهداً ومركز بحث، وتُشغّل 27 ألف باحث وموظف بينهم 17 ألف متفرغ. وتقدر موازنتها السنوية بأكثر من 28 مليار دولار.
وإذا كانت الولايات المتحدة تُخصص للبحث العلمي 3 في المئة من موازنتها فإن زرهوني يتصرف بنصف تلك الحصة وبنحو 80 في المئة من الموازنة العمومية المخصصة للأبحاث الطبية. ويتحدث في تواضع جمّ عن نشأته في مدينة ندرومة الجزائرية، القريبة من تلمسان مهد الحضارة العربية في البلد، قبل أن يغادر كلية الطب في الجزائر عام 1975. والتقته «الحياة» مرتين أخيراً، أولاها أثناء زيارته لتونس والثانية أثناء مشاركته في مؤتمر عالمي عن البيولوجيا في القرن 21 نظمته «مكتبة الإسكندرية». وبسبب انشغالاته الدائمة، بدت المقابلتان كلتاهما وكأنهما نوع من خطف النار.

## انجازاته
بيّن زرهوني انه اختار تخصصاً غير مألوف، عقب تخرجه طبيباً في الجزائر، هو التصوير الطبي. ثم التحق بجامعة جون هوبكنز حيث تخصص في استعمال التصوير الاشعاعي في تشخيص الامراض. وفي عام 1978، عُيّن أستاذاً مساعداً، ثم تدرج ليُصبح أستاذاً محاضراً، قبل أن يتجاوز سن الرابعة والثلاثين.
وبين عاميّ 1981 و1985 عمل في قسم الطب الإشعاعي في كلية الطب في فرجينيا الشرقية، مُشتغلاً على استخدام التصوير الاشعاعي كوسيلة للتشخيص المُبكّر للأمراض السرطانية. وابتكر أولاً جهازاً للتصوير المجسم «سكانر» في هذا المجال. وتطلب الأمر منه ان يتعمق في دراسة الفيزياء والرياضيات. وبعدها، عاد إلى جامعة «جون هوبكنز» حيث عُيَّن أستاذاً محاضراً عام 1992، ثم رئيساً لقسم الطب الإشعاعي عام 1996. في تلك الفترة، أنجز زرهوني 157 ورقة بحث معتمدة، ونال ثماني براءات اختراع عن مكتشفاته في التصوير الإشعاعي. ومُنح الميدالية الذهبية للعلوم في أميركا. ويتمثّل اكتشافه العلمي الأول في استعمال صور «سكانر» لتحديد نسبة الكالسيوم في الأنسجة الحيّة، ما مكّنه من استخدام تلك الصور للتمييز بين الورم الخبيث (الذي يحتوي نسيجه على القليل من الكالسيوم) والحميد. ويزيد من أهمية هذا الاكتشاف انه أغنى الأطباء والمرضى عن الحاجة إلى أخذ عينات من الأورام جراحياً من طريق الخزعة.
وسرعان ما تنبّه إلى أن أحداً لم يسبقه إلى تلك التقنية، التي استخدمها للتعرف إلى نسبة الكالسيوم في العظام، ما جعله أول من استعمل الصور الاشعاعية، منذ عام 1978 لتشخيص مرض ترقق العظام، الذي يعتبر من أكثر الأمراض انتشاراً، وخصوصاً بين النساء. كما استطاع المساهمة في تحويل صور «سكانر» العادية إلى صور عالية الدقة «هاي ديفينشن» High Definition، وهو ابتكار مسجل باسمه أيضاً.
ويرد زرهوني نجاحه إلى مناخ المجتمع العلمي في أميركا، حيث العنصر المُحدّد لتقدم الفرد هو الكفاءة والنجاح. «لا يهتمون بأصولك ولا يسألون من أنت. المهم ماذا فعلت، وهذا ما جعلني دائم الإعجاب بنظام البحث الأميركي». هل تأثر هذا الأمر بأحداث 11/9 الارهابية؟ ينفي زرهوني ذلك بقوة. «أنا مثلاً سمَاني الرئيس جورج بوش في هذا المنصب سنة 2002، من ضمن ثلاثة متنافسين. وأحظى بتعيين رئاسي مُعزَز بتزكية من مجلس الشيوخ. ولا أخفي أنني أثق بالعبقريتين الأميركية والعربية، وإذا كانت هناك من لغة عالمية، وهي موجودة فعلاً، فهي لغة العلم... المجتمع الأميركي حاضن للكفاءات وليس طارداً لها، تلك هي ميزته ونقطة قوته الرئيسية».
ويوضح ان مهمة «المعاهد الطبية الوطنية» تتمثّل في دراسة الأسباب العميقة والعلاجات والخطط الإستراتيجية لمكافحة الأمراض النادرة والمنتشرة على السواء. وتحصل على 500 ألف مساعدة تُوجَه إلى 212 ألف باحث يعملون في 3000 جامعة ومركز أبحاث في أميركا وعبر العالم، من ضمنهم 6000 عالم في مختبرات المعاهد التي تتركز غالبيتها في ولاية ماريلاند.
ويشير زرهوني إلى أن الولايات المتحدة تُخصص نحو 3 في المئة من الثروة القومية للبحث العلمي. وتبلغ النسبة عينها في اليابان على سبيل المقارنة 2.85 في المئة. وقد ضاعفت الصين حجم موازنة البحث العلمي في الأعوام الخمسة الأخيرة، وتعتزم مضاعفتها ثلاث مرات في مستقبل قريب. وينبّه إلى ميل الولايات المتحدة راهناً لتوطين العلماء الصينيين المهاجرين وإدماجهم فيها.

## رايه في هجرة الأدمغة
يرى زرهوني ان مسألة هجرة الأدمغة تعبر عن ظاهرة طاردة لها (مثل المجتمعات العربية) وأُخرى جاذبة لها (الغرب، وخصوصاً اميركا). ويُشدد على أن العلم شامل وعالمي، ويشكل الانفتاح على الآخر والتبادل معه حجر الزاوية في تقدمه.
وأثناء جولته الأخيرة في دول المغرب العربي، لاحظ وجود كفاءات متحفزة في الجزائر والمغرب، وميل إلى الاستمرارية في الخطط في تونس.
وينبّه إلى أن إحدى المشاكل الأساسية أمام البحث العلمي عربياً تتمثل في ميل المجتمعات العربية إلى الانطواء. ولذا، يرى ان عليها مدّ الجسور في الاتجاهين، لضمان تواصلها مع مسار العلم عالمياً.
ويشدّد زرهوني على أن الحدود الوحيدة التي يمكن أن تعترض البحّاثة في العالم العربي، وخصوصاً في مغربه، هي تلك التي يضعونها لأنفسهم بأنفسهم. «تضم المكتبة الوطنية (الجزائرية) للطب أقدم مخطوط علمي طبي يعود إلى سنة 1100، وقد ألّفه ابن سينا. بعده توقف العرب عن إنتاج العلم. من المهم أن نستأنف المسيرة العلمية. في اميركا، توضع خطط لاحتضان البحوث العلمية، من دون أن تُعطى السياسة اليد العليا فيها. العرب غائبون عن العلم في اميركا. من بين 27 ألف عالم أُشرف على تمويلهم، هناك خمسة تونسيين... أشعر أيضاً بوجود استهانة بدور العلم في العالم العربي».

## الأوسمة المتحصل عليها
- وسام فارس جوقة الشرف متحصل عليها من الدولة الفرنسية سنة 2008 وهو أعلى وسام في الدولة الفرنسية.